# Comme un collégien
Comme un collégien (titre original : The Honourable Schoolboy) est un roman de John le Carré publié en 1977. Il s'agit du second volume de sa trilogie d'espionnage après La Taupe et avant Les Gens de Smiley. L'œuvre remporte le Gold Dagger Award 1977.

## Résumé
Après la découverte et la capture de la taupe soviétique dans le volume précédent de la trilogie, George Smiley est temporairement placé à la tête du Cirque, un service secret britannique.  Face à des réseaux fragilisés, il a pour ambition de redorer le blason du service en combattant l'agent soviétique insaisissable Karla (qui avait recruté Haydon) via ses alliés à travers le monde. Un vieil ami établi à Hong Kong, le journaliste Craw, attire son attention sur une affaire de blanchiment d'argent qui remonterait à un millionnaire chinois, Drake Ko, et que Sam Collins, ancien agent du Cirque, identifie comme un agent de Karla. Smiley recrute alors sa vieille amie Connie Sachs, tête de la Recherche spécialisée sur l'URSS et son homologue Di Salis, expert sur l'Extrême-Orient, pour enquêter sur les affaires de Ko et de son frère Nelson. Il sort aussi de sa retraite un journaliste d'âge moyen, jadis agent occasionnel du Cirque et qui s'est installé en Italie, Gerald "Jerry" Westerby, surnommé « le collégien » par les habitants de son village italien.  
Westerby reçoit la mission de faire chanter Frost, un banquier de Hong Kong, sur les comptes clandestins de Drake Ko. Il y parvient et découvre que Ko reçoit bien l'argent détourné, qui est après utilisé pour des opérations soviétiques. Il fait aussi la connaissance de la maîtresse de Ko, Lizzie Worthington, jeune femme fantasque et volage, dont il tombe rapidement amoureux. Pendant ce temps, Sachs et Di Salis sont remontés à la jeunesse de Nelson Ko et ont compris qu'il a probablement été recruté par un agent soviétique employé par Karla dans une école de Leningrad. Westerby est convaincu de l'ignorance de Lizzie dans cette histoire : sur ordre du Cirque il part néanmoins à la recherche de Ricardo, un aviateur ancien amant de Lizzie, et de son ami et copilote, Charlie Marshall. Ricardo raconte à Westerby que Ko l'avait chargé de transporter par avion des charges d'opium ainsi qu'un "paquet" (que Westerby soupçonne être Nelson) et il essaie de tuer le journaliste. Westerby lui échappe et arrive à une base américaine de Thaïlande où il apprend la fin de la guerre du Viêt Nam (le 30 avril 1975). 
Désobéissant au Cirque qui lui ordonne de rentrer à Londres, Westerby repart à Hong Kong. Il tente de sauver Nelson de son service, probablement pour obtenir que Drake laisse Lizzie partir avec lui et, pour cela, échappe à Smiley et son assistant Peter Guillam, débarqués à Hong Kong pour le raisonner. Mais les plans de Westerby échouent et un rendez-vous organisé entre le journaliste et les deux frères Ko sur l'île de Po Toi se termine par l'irruption d'hélicoptères américains qui embarquent Nelson. Westerby est tué par Fawn, garde du corps employé par le Cirque. La mission contre Karla se révèle donc un succès, mais comme le soupçonnait Peter Guillam, ce n'est pas ceux qui y ont contribué qui en profitent. En effet, Saul Enderby, bureaucrate montant du Cirque très proche de la CIA, et Sam Collins, qui a trahi Smiley en passant dans son camp, reçoivent toute la gloire de l'opération : Enderby est d'ailleurs peu après nommé chef du Cirque. Et Smiley, comme Connie Sachs, repart une nouvelle fois en retraite. Quant à Guillam, il retrouve le poste qu'il occupait dans La Taupe, celui du chef des chasseurs de scalps.